# Johan Gerretsen
Johan Cornelis Hendrik Gerretsen (* 20. Mai 1907 in Winschoten; † 11. Oktober 1983 in Smalle Ee bei Drachten) war ein niederländischer Mathematiker.
Gerretsen studierte ab 1925 an der Universität Groningen mit dem Abschluss 1930 und war danach bis 1945 Lehrer. 1939 wurde er in Groningen bei Gerrit Schaake promoviert (De topologische grondslagen der meetkunde van het aantal)   und war dort 1940 bis 1943 Dozent. Ab 1946 war er ordentlicher Professor in Groningen. 1977 wurde er emeritiert.
Er war an Anwendungen der Mathematik interessiert und sorgte für die Installation erster Computer (ein Zebra-Computer von Willem van der Poel) an der Universität Groningen.

## Schriften
- mit Giovanni Sansone: Lectures on the theory of functions of a complex variable, Band 1 (Holomorphic Functions), Noordhoff 1960, Band 2 (Geometric Theory) Wolters-Noordhoff 1969
- Lectures on tensor calculus and differential geometry, Noordhoff 1962